# 아프리카대머리황새
아프리카대머리황새(Marabou stork)는 사하라 이남 아프리카에 서식하는 황새과에 속하는 황새의 일종이다. 습윤 및 건조 서식지, 특히 매립지 근처에서 번식한다. 망토처럼 생긴 날개와 등, 마른 흰 다리, 때로는 큰 흰색 덩어리의 "털"로 인해 "장의사 새"라고도 불린다. 이 새는 종종 육지 새 중 가장 큰 날개 길이로 알려져 있으며, 평균 2.6m, 일부는 최대 3.2m의 기록된 예도 있다.

## 묘사
아프리카대머리황새는 높이 152cm, 무게 9kg에 달하는 것으로 추정되는 거대한 새이다. 이 종의 날개 길이가 3.7m로, 현존하는 새 중 날개 너비가 가장 큰 것으로 평가했다. 최대 4.06m의 더 높은 측정값도 보고되었지만, 3.20m 이상의 측정값은 확인되지 않았다. 안데스콘도르에 필적할 정도로 육상 조류 중 가장 큰 분포를 보이는 것으로 알려져 있다. 그러나 더 일반적으로 이 황새들은 날개 길이가 225~287cm로 안데스콘도르의 평균 날개 길이보다 약 30cm 적고, 가장 큰 알바트로스과와 사다새과의 평균 길이보다 거의 60cm 적다. 일반적인 몸무게는 4.5~8kg으로, 비정상적으로 4kg 정도 낮으며, 길이 (부리에서 꼬리까지)는 120~130cm이다. 암컷은 수컷보다 작다. 부리 길이는 26.4cm에서 35cm까지 다양하다. 대부분의 황새와 달리, 세 종의 대머리황새속은 목을 백로과처럼 뒤로 젖힌 채 날아간다.

## 행동생태학
대부분의 황새와 마찬가지로 아프리카대머리황새는 사교적이며 식민지 사육자이다. 아프리카 건기 (풀이 줄어들면서 먹이를 더 쉽게 구할 수 있는 시기)에는 두세 개의 알을 낳는 나무 둥지를 짓는다. 이 둥지는 성질이 매우 좋지 않은 것으로 알려져 있다.
또한 목소리가 크지는 않지만 법안을 다루는 과시에 몰두한다는 점에서 다른 황새와 비슷하다. 목 주머니는 당시 다양한 소리를 내는 데에도 사용된다.

### 번식
아프리카대머리황새는 사하라 남쪽의 아프리카에서 번식한다. 동아프리카에서는 새들이 인간과 상호작용하며 도시 지역에서 번식한다.남아프리카 국가에서는 주로 인구 밀도가 낮은 지역에서 번식한다. 아프리카대머리황새는 건기에 시작하여 집단으로 번식한다. 암컷은 막대기로 만든 작은 둥지에서 두세 개의 알을 낳고, 알은 30일의 잠복기를 거쳐 부화한다. 암컷은 4세에 성적으로 성숙한다. 수명은 사육 상태에서 43세, 야생 상태에서 25세이다.

### 먹이

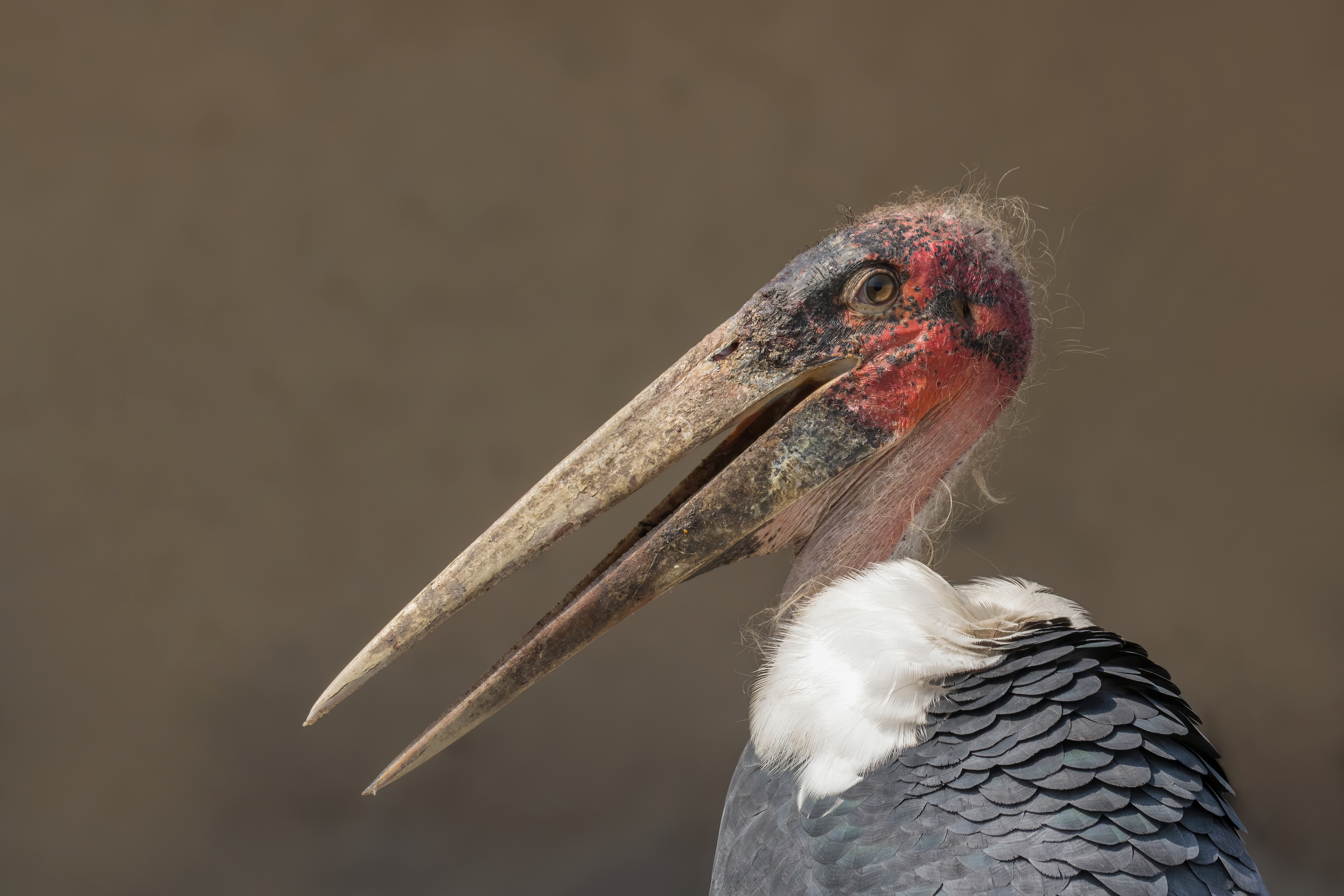
우간다의 퀸 엘리자베스 국립공원에서

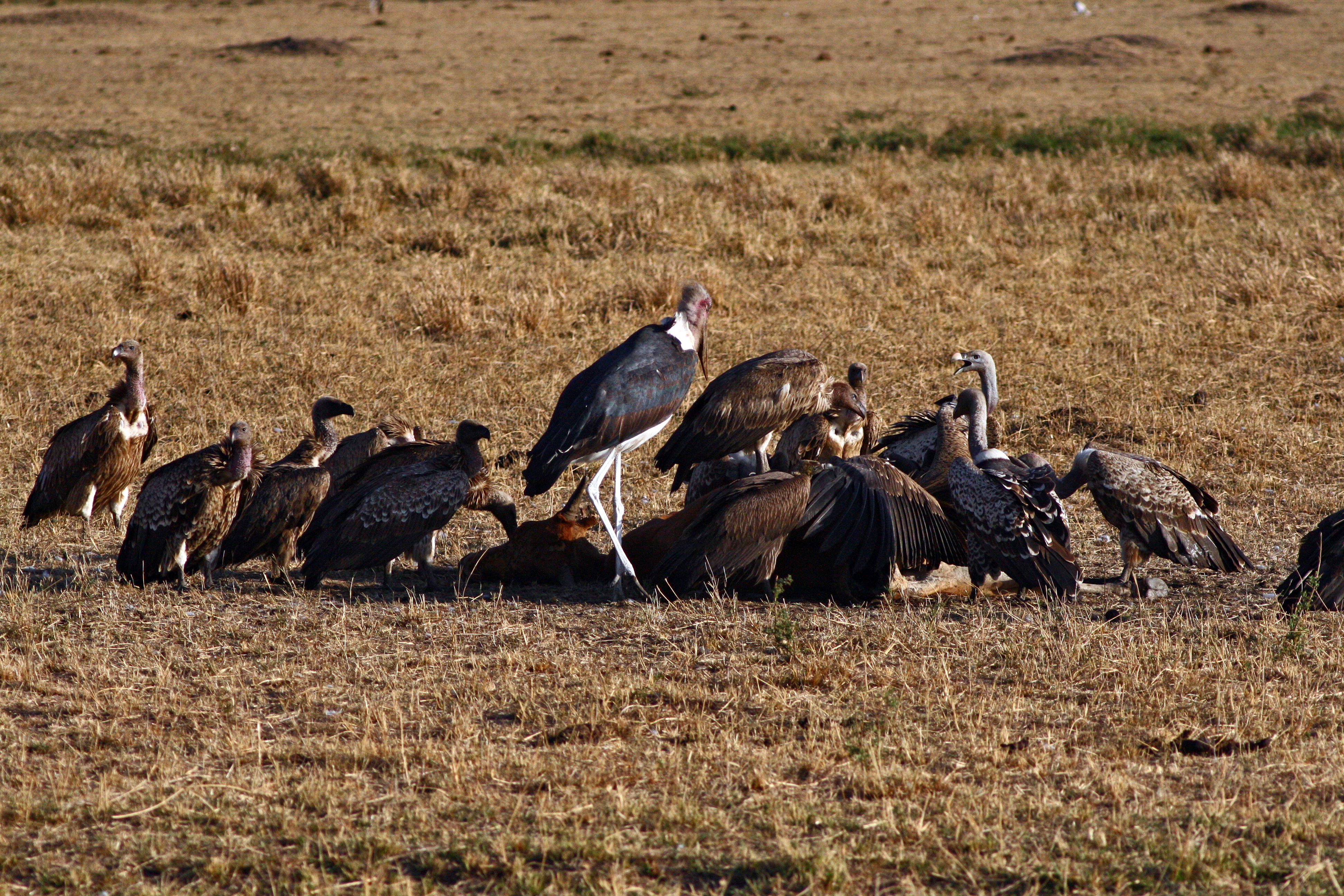
케냐 마사이마라에서 아프리카대머리황새와 그리폰독수리가 사체를 뜯고 있는 모습

아프리카대머리황새는 자주 시체 청소를 하며, 벌거벗은 머리와 긴 목은 황새가 자주 먹이를 먹는 구세계독수리와 마찬가지로 이러한 생계에 적응하는 역할을 한다. 두 경우 모두 깃털 달린 머리는 큰 시체 안에 있으면 혈액과 기타 물질로 빠르게 응고되며, 맨 머리는 청결을 유지하기가 더 쉽다.
이 크고 강력한 새는 주로 동물의 사체, 음식 찌꺼기, 배설물을 먹지만, 삼킬 수 있는 거의 모든 동물성 먹이를 기회적으로 섭취한다. 때때로 홍엽조속의 유조, 비둘기, 기러기, 사다새와 가마우지 새끼, 심지어 홍학까지 잡아먹는다. 번식기에는 주로 동물 사체보다는 살아있는 작은 먹이를 섭취하는 경향이 있는데, 이는 둥지의 새끼들이 이러한 먹이를 필요로 하기 때문이다. 이 시기의 주요 먹이로는 물고기, 개구리, 곤충, 알, 작은 포유류, 그리고 악어 새끼나 알, 도마뱀, 뱀 등이 포함된다. 썩고 먹기 어려운 것으로 보이는 먹이를 먹는 것으로 알려져 있지만, 흙을 제거하기 위해 먹이를 물에서 씻는 행동을 하기도 한다.
썩은 고기를 먹을 때, 아프리카대머리황새는 종종 독수리를 따라다닌다. 독수리는 갈고리처럼 생긴 부리를 지녀 썩은 고기를 찢는 데 더 적합하기 때문에, 아프리카대머리황새는 독수리가 고기 조각을 내던지기를 기다리거나, 직접 고기를 훔치거나, 독수리가 식사를 마칠 때까지 기다렸다가 먹는다. 독수리와 마찬가지로, 아프리카대머리황새는 사체와 쓰레기를 먹음으로써 지역을 청소하는 중요한 생태적 역할을 수행한다.
아프리카대머리황새는 점점 더 인간의 쓰레기에 의존하게 되었으며, 수백 마리의 거대한 새들이 아프리카의 쓰레기장 주변이나 도시 지역에서 먹이를 기다리는 모습을 볼 수 있다. 인간이 버린 쓰레기를 먹는 아프리카대머리황새는 삼킬 수 있는 거의 모든 것을 먹는 것으로 관찰되었으며, 여기에는 신발이나 금속 조각까지 포함된다. 인간에게서 음식을 얻는 데 익숙해진 아프리카대머리황새는, 먹이를 거절당하면 공격적인 행동을 보인 사례도 있다.